# Пол Александров
Пол Александров е български футболист.

## Кариера
Пол Александров тренира в ЦСКА – София от 2002 г. едва седем /7/ годишен. За дванадесет /12/ години преминава през всички юношески формации и през януари 2014 г. му предлагат първи професионален три /3/ годишен договор. До юли 2015 г., когато става свободен агент поради разпускането на целия отбор и обявяването на клуба в несъстоятелност. От август 2015 г. играе във ФК Ботев – Ихтиман.

### Тактически умения
Атакуващ полузащитник играещ предимно по двата фланга. Отличава се с голяма бързина, силен ляв крак, изключително добро центриране и умения да преодолява защитниците. Има силен и насочен удар, много остър в единоборствата.